# Saint-Martin-de-Fraigneau
Saint-Martin-de-Fraigneau település Franciaországban, Vendée megyében. Lakosainak száma 802 fő (2022. január 1.). Saint-Martin-de-Fraigneau Fontenay-le-Comte, Saint-Pierre-le-Vieux, Xanton-Chassenon és Doix-lès-Fontaines községekkel határos.

## Népesség
A település népessége az elmúlt években az alábbi módon változott:
| Lakosok száma | 803  | 809  | 873  | 820  | 813  | 821  | 820  | 809  | 802  |
|               | 2013 | 2015 | 2016 | 2017 | 2018 | 2019 | 2020 | 2021 | 2022 |